# Persone di nome Francesco/Architetti
| Questa pagina contiene informazioni ricavate automaticamente dalle voci biografiche con l'ausilio del template Bio e di un bot. L'aggiornamento è periodico e automatico e ricostruisce completamente la pagina. Se manca una persona in questa lista, sei pregato di non aggiungerla, ma accertati piuttosto che la sua voce biografica contenga il template Bio e che i dati anagrafici siano correttamente compilati. Se il template Bio manca, inseriscilo tu stesso o, in alternativa, metti l'avviso {{tmp\|Bio}} che ne segnala la mancanza. Se i dati riportati sono sbagliati, correggi direttamente la voce biografica; le modifiche saranno visibili in questa lista entro pochi giorni. Per chiarimenti vedi il progetto antroponimi. La lista contiene solo le 96 persone che sono citate nell'enciclopedia e per le quali è stato implementato correttamente il template Bio. Pagina aggiornata al 6 ago 2025. |

Questa è una lista di persone presenti nell'enciclopedia che hanno il nome Francesco e sono architetti.

## A(3)
- Francesco Abaco, architetto italiano (Bologna)
- Francesco Maria Argenti, architetto italiano (Viggiù, n. 1783 - Viggiù, † 1818)
- Francesco Azzurri, architetto italiano (Roma, n. 1827 - Roma, † 1901)

## B(12)
- Francesco Antonio Bagnato, architetto tedesco (Altshausen, n. 1731 - † 1810)
- Francesco Bandarin, architetto italiano (Venezia, n. 1950)
- Francesco Banterle, architetto italiano (Milano, n. 1886 - Verona, † 1972)
- Francesco Bartolini, architetto e ingegnere italiano (Pistoia, n. 1831 - Pistoia, † 1914)
- Francesco Battaglia, architetto italiano (Catania, n. 1701 - † 1788)
- Francesco Berarducci, architetto italiano (Roma, n. 1924 - Roma, † 1992)
- Francesco Bianchi, architetto italiano (Roma, n. 1682 - Roma, † 1742)
- Francesco Biondo Dalla Casapiccola, architetto e scenografo italiano (Charleroi, n. 1963)
- Francesco Boffo, architetto svizzero (Montagnola, n. 1796 - Cherson, † 1867)
- Francesco Bomben, architetto e ingegnere italiano (Treviso, n. 1801 - Treviso, † 1875)
- Francesco Borromini, architetto italiano (Bissone, n. 1599 - Roma, † 1667)
- Francesco Buonamici, architetto e pittore italiano (Lucca, n. 1596 - † 1677)

## C(12)
- Francesco Camporesi, architetto italiano (Bologna, n. 1747 - Mosca, † 1831)
- Francesco Capriani, architetto italiano (Volterra, n. 1535 - Roma, † 1594)
- Francesco Caratti, architetto svizzero (Bissone - Praga, † 1677)
- Francesco Saverio Cavallari, architetto, incisore e archeologo italiano (Palermo, n. 1810 - Palermo, † 1896)
- Francesco Cellini, architetto italiano (Roma, n. 1944)
- Francesco Maria Ciaraffoni, architetto e pittore italiano (Fano, n. 1720 - Ancona, † 1802)
- Francesco Cocco, architetto e artista italiano (Padova, n. 1935 - Rovereto, † 2017)
- Francesco Colaci, architetto italiano (Surbo)
- Francesco Collecini, architetto e urbanista italiano (Roma, n. 1723 - Caserta, † 1804)
- Francesco Contin, architetto svizzero (Lugano, n. 1590 - Venezia, † 1654)
- Francesco Contini, architetto e pittore italiano (Roma, n. 1599 - Roma, † 1669)
- Francesco Croce, architetto italiano (Milano, n. 1696 - Milano, † 1773)

## D(9)
- Francesco Dattaro, architetto italiano (n. 1495 - † 1576)
- Francesco De Sanctis, architetto italiano (Roma, n. 1679 - Roma, † 1731)
- Francesco Della Sala, architetto italiano (Avellino, n. 1912 - Napoli, † 1989)
- Francesco Valeriano Dellala, architetto italiano (Torino, n. 1731 - Vercelli, † 1805)
- Francesco Di Salvo, architetto e urbanista italiano (Palermo, n. 1913 - Parigi, † 1977)
- Francesco della Lora, architetto e scultore italiano (Toscana - Cracovia, † 1516)
- Francesco da Castello, architetto e scultore italiano (n. 1486 - † 1570)
- Francesco del Borgo, architetto italiano (Sansepolcro - † 1468)
- Francesco di Domenico, architetto italiano

## F(5)
- Francesco Saverio Fabri, architetto italiano (Medicina, n. 1761 - Lisbona, † 1817)
- Francesco Fichera, architetto e ingegnere italiano (Catania, n. 1881 - Catania, † 1950)
- Francesco Fontana, architetto e ingegnere italiano (Roma, n. 1668 - Castel Gandolfo, † 1708)
- Francesco da Sicignano, architetto e scultore italiano (Sicignano degli Alburni)
- Francione, architetto e ingegnere militare italiano (Firenze - Firenze, † 1495)

## G(8)
- Francesco Galli da Bibbiena, architetto italiano (Bologna, n. 1659 - Bologna, † 1739)
- Francesco Gallo, architetto italiano (Mondovì, n. 1672 - Mondovì, † 1750)
- Francesco Maria Gatteschi, architetto italiano (Pistoia)
- Francesco Gianotti, architetto italiano (Lanzo Torinese, n. 1881 - Buenos Aires, † 1967)
- Francesco Grazioli, architetto e scultore italiano (Asolo, † 1536)
- Francesco Grimaldi, architetto e religioso italiano (Oppido Lucano, n. 1543 - Napoli, † 1613)
- Francesco Guitti, architetto e scenografo italiano (Ferrara - Ferrara, † 1640)
- Francesco Gurrieri, architetto italiano (Bengasi, n. 1938)

## L(6)
- Francesco La Grassa, architetto e ingegnere italiano (Trapani, n. 1876 - Roma, † 1952)
- Francesco Paolo Labisi, architetto italiano (Noto, n. 1720 - Noto, † 1798)
- Francesco Maria Lanci, architetto italiano (Fano, n. 1799 - Varsavia, † 1875)
- Francesco Lanfranchi, architetto italiano (n. 1610 - † 1669)
- Francesco Laparelli, architetto italiano (Cortona, n. 1521 - Candia, † 1570)
- Francesco Lazzari, architetto italiano (n. 1791 - Venezia, † 1871)

## M(12)
- Francesco Ottavio Magnocavalli, architetto e scrittore italiano (Casale Monferrato, n. 1707 - Moncalvo, † 1789)
- Francesco Morandi, architetto italiano (Bologna, n. 1528 - Bologna, † 1603)
- Francesco Maresca, architetto italiano (Napoli, n. 1757 - Napoli, † 1824)
- Francesco Martinelli, architetto italiano (Tremezzo, n. 1651 - Vienna, † 1708)
- Francesco Martinez, architetto italiano (Messina, n. 1718 - Torino, † 1777)
- Francesco di Giorgio Martini, architetto, teorico dell'architettura e pittore italiano (Siena, n. 1439 - Siena, † 1501)
- Francesco Mazzarelli, architetto italiano
- Francesco Mazzei, architetto italiano (Firenze, n. 1806 - † 1869)
- Francesco Mazzuoli, architetto e scultore italiano (n. 1643 - Siena, † 1692)
- Francesco Mitta, architetto italiano (Chiavenna, n. 1662 - Hannover, † 1721)
- Cosimo Morelli, architetto italiano (Imola, n. 1732 - Imola, † 1812)
- Francesco Muttoni, architetto italiano (Cima di Porlezza, n. 1669 - Vicenza, † 1747)

## P(11)
- Francesco Paolo Palazzotto, architetto italiano (Palermo, n. 1849 - Palermo, † 1915)
- Francesco Palpacelli, architetto italiano (Fiuggi, n. 1925 - Roma, † 1999)
- Francesco Pecorari, architetto italiano (Cremona)
- Francesco Peparelli, architetto italiano (Roma, † 1641)
- Francesco Pescaroli, architetto e intagliatore italiano (Cremona, n. 1610 - Cremona, † 1679)
- Francesco Petrini, architetto italiano (Lanciano)
- Francesco Peverelli, architetto italiano (n. 1789 - † 1854)
- Francesco Antonio Picchiatti, architetto, ingegnere e archeologo italiano (Napoli, n. 1617 - Napoli, † 1694)
- Francesco Piranesi, architetto, incisore e politico italiano (Roma, n. 1758 - Parigi, † 1810)
- Francesco Maria Preti, architetto italiano (Castelfranco Veneto, n. 1701 - Castelfranco Veneto, † 1774)
- Francesco Prina, architetto e politico italiano (Corbetta, n. 1955)

## R(6)
- Francesco Ragno, architetto italiano (Chivasso, n. 1969)
- Francesco Rapisardi, architetto, scrittore e poeta italiano (Catania, n. 1842 - Catania, † 1936)
- Bartolomeo Rastrelli, architetto italiano (Parigi, n. 1700 - San Pietroburgo, † 1771)
- Francesco Maria Richini, architetto italiano (Milano, n. 1584 - Milano, † 1658)
- Francesco Righetti, architetto svizzero (Breno, n. 1835 - Rosario, † 1917)
- Francesco Ronzani, architetto italiano (Verona, n. 1802 - † 1869)

## S(4)
- Francesco Sabatini, architetto italiano (Palermo, n. 1721 - Madrid, † 1797)
- Francesco Salamone, architetto e ingegnere italiano (Leonforte, n. 1897 - Buenos Aires, † 1959)
- Francesco Sicuro, architetto e incisore italiano (Messina, n. 1746 - Napoli, † 1826)
- Franco Stella, architetto italiano (Thiene, n. 1943)

## T(4)
- Francesco Tadolini, architetto e disegnatore italiano (Bologna, n. 1723 - Bologna, † 1805)
- Francesco Tamburini, architetto italiano (Ascoli Piceno, n. 1848 - Buenos Aires, † 1891)
- Francesco Tiezzi, architetto e urbanista italiano (Torrita di Siena, n. 1922 - † 2017)
- Francesco Trabucco, architetto e designer italiano (Milano, n. 1944 - Milano, † 2021)

## V(3)
- Francesco Vandelli, architetto e ingegnere italiano (Modena, n. 1795 - Modena, † 1856)
- Francesco Venezia, architetto italiano (Lauro, n. 1944)
- Francesco Vespignani, architetto italiano (Roma, n. 1842 - Roma, † 1899)

## Z(1)
- Francesco Antonio Zimbalo, architetto italiano (Lecce, n. 1567 - Lecce, † 1631)